# Squeeze Play
Albums de John Serry
RCA Thesaurus
(1954) Chicago Musette - John Serry et son Accordéon
(1958)
Squeeze Play est un album de John Serry, sorti en 1956 (Dot Records, DLP-3024) .

## L'album
Il comprend une composition originale de Serry, œuvres classiques et musique populaire de l'époque. Ben Selvin est le directeur musical/producteur de l'album. Les œuvres ont été arrangées par Serry et interprétées avec son ensemble composé de deux accordéons, piano, guitare, violon basse, vibraphone et marimba ,,,.
Les notes de couverture de l'album indiquent :

« les airs que M. Serry a si bien enregistrés sont minutieusement arrangés et superbement interprétés. Chaque morceau est une petite production en soi... et regardez la variété de matériaux... Ce que Serry a fait ici, c'est l'accordéon présenté comme un instrument mélodique capable de produire de beaux sons dans un style legato... Serry a mis l'accent sur l'interprétation et a ainsi réalisé douze performances étincelantes qui contrastent agréablement avec le style de jeu accordéoniste virtuose et trop exagéré. »

L'album a été cité dans une critique de nouveaux albums populaires de 1956 dans le magazine The Billboard et a été décrit comme offrant de belles performances créant une ambiance apaisant contrairement aux divertissements courants. L'album a également été relu dans le magazine The Cash Box plus tard dans l'année . Les performances de Serry ont été remarquées pour avoir créé une variété d'ambiances musicales avec grâce tout en privilégiant un style de performance détendu. En 1958, des disques sélectionnés de l'album sont publiés en France par Versailles Records (# 90 M 1788) sous le nome de Chicago Musette - John Serry et son accordéon,,. Dot Records a également sorti plusieurs chansons de l'album au Japon dans le cadre d'un enregistrement de compilation comprenant des performances de musique easy listening à la fois par le John Serry Orchestra et le Billy Vaughn Orchestra (Ballroom in Dreamland , DOT# 5006) . Un exemplaire de l'album et la partition orchestrale originale du compositeur ont été donnés à des fins d'archivage à la Bibliothèque de Musique Sibley de l'École de musique Eastman au sein du Département des Collections Spéciales de Ruth T. Watanabe au profit des chercheurs et étudiants,

## Titres
1. Garden in Monaco (Arr. John Serry) - 2.58
2. Terry's Theme (Charlie Chaplin) - 2.39
3. When My Dreamboat Comes Home (Cliff Friend, Dave Franklin) - 2.31
4. Blue Bell (S. Stanley) - 2.15
5. Rockin' The Anvil (thème mélodique de Giuseppe Verdi musique par John Serry)  - 2.35
6. Secret Love (Paul Francis Webster, Sammy Fain) - 2.18
7. Granada (Agustín Lara) - 3.14
8. Side By Side ( Harry M. Woods) - 2.18
9. My Heart Cries For You (Percy Faith, Carl Sigman) - 1.58
10. Hawaian Night (Hans Carste, Francis Vincente) - 2.37
11. Button Up Your Overcoat (Buddy DeSylva, Lew Brown, Ray Henderson) - 2.14
12. Rock 'N' Roll Polka (Mort Lindsey, George Skinner) - 2.37

## Les musiciens
- John Serry - accordéoniste et chef d'orchestre [15]
- Alf Nystrom - accordéoniste
- Bernie Leighton (en) - piano [16]
- Al Caiola (en) - guitare [17]
- Frank Carroll - violon basse
- Charlie Roeder - tambours
- Harry Breur - vibraphone et marimba